# Corydalis shensiana
Corydalis shensiana là một loài thực vật có hoa trong họ Anh túc. Loài này được Lidén ex C.Y.Wu, H.Chuang & Z.Y.Su mô tả khoa học đầu tiên năm 1999.